# Ricardo Santos
Ricardo Alex Costa Santos, más conocido como Ricardo (Salvador, 6 de junio de 1975), es un jugador de voleibol de playa brasileño. Tiene 3 medallas olímpicas: oro en Atenas 2004, plata en Sídney 2000 y bronce en Beijing 2008. También fue campeón del mundo (2003) y tres veces subcampeón (2001, 2011, 2013). Mejor jugador del mundo en 2005 y 2007, Ricardo es apodado “Block Machine” (máquina de bloqueo). Luego de retirarse, Ricardo pasó a desempeñarse como entrenador de la modalidad.